# Thorius pinicola
La salamandra diminuta pinícola (Thorius pinicola) es una especie de anfibio perteneciente a la familia Plethodontidae.

## Clasificación y descripción
Se distingue de otras especies de Thorius por la siguiente combinación de caracteres: (1) talla grande (longitud hocico cloaca excede los 23 mm en machos y los 25 mm en hembras); (2) miembros moderadamente cortos; (3) cola larga; (4) nostrilos elongados y elípticos; (5) ausencia de dientes maxilares; (6) pocos dientes vomerinos (6 o menos en machos y 8 o menos en hembras).

## Distribución
Thorius pinicola es conocido de muchas localidades a lo largo de la Autopista México 175, entre el km 1,7 y 12,4 al norte de la Villa de San Miguel Suchixtepec, Oaxaca, y también a unos pocos kilómetros al este de esta región. Estas localidades caen dentro de un pequeño sistema montañoso que es un componente de la Sierra Madre del Sur. Las elevaciones registradas varían de 2,490 a 2,700 m s. n. m.

## Hábitat
El hábitat natural dominante es bosque de pino-encino. Todos los Thorius fueron encontrados debajo de troncos caídos o en hojarasca y hojas de pino adyacentes. La localidad es una ladera forestada que se extiende hacia la cresta de cerros cercanos. Está dominado por pinos altos y delgados con un sotobosque de encinos, madroños y pequeños arbustos, pero las áreas circunvecinas han sido ampliamente limpiadas de vegetación natural. Mucha actividad de deforestación ha dejado las laderas reducidas a troncos caídos. El bosque con muchas pulgadas de hojarasca estaba seco al nivel del suelo.

## Estado de conservación
Basado en los criterios estándar de la Lista Roja de las especies amenazadas Unión Internacional para la Conservación de la Naturaleza (2016), se recomienda que T. pinicola sea enlistado como Críticamente Amenazado: Ha habido drásticos declives de las poblaciones, excediendo cerca del 80%, en las pocas localidades conocidas en los últimos 30-40 años, las cuales aún no son comprendidas y podrían continuar;  La extensión de ocurrencia conocida de la especie es mucho menor a 100 km²; y hay un continuo declive en la extensión y calidad de su hábitat de bosque montano. Futuros intentos de identificar y calcular poblaciones de T. pinicola en localidades adicionales y definir más precisamente el rango de su distribución son necesarios urgentemente.